# F. Richard Stephenson
F. Richard Stephenson (nacido en 1941) es un astrónomo británico que actualmente trabaja en la Universidad de Durham y se ha especializado en el estudio de documentos de la era pretelescópica. Ha escrito numerosas obras sobre temas relacionados con las supernovas históricas, los testimonios de observación de manchas solares, eclipses lunares y solares. Ha escrito varios libros sobre el tema y ha firmado o co-firmado un centenar de artículos en revistas científicas con comité de lectura.
El asteroide (10979) Fristephenson fue nombrado en su honor.